# Mura di Bibbona
Le mura di Bibbona delimitano il centro storico dell'omonimo paese.
Le mura sono testimonianza dell'antico castello che, in epoca medievale, costituiva una delle piazzeforti più importanti dell'alta Maremma.
Questo sistema difensivo, sostanzialmente integro nelle sue parti più importanti, era ancora imponente nell'Ottocento, come attestato da numerose descrizioni dell'epoca.
Il castello sorse probabilmente nel XII secolo; presentava un solo ingresso, la Porta del Sole, presso l'odierno Palazzo del Comune vecchio, al termine di una salita che conduceva alla sommità di un modesto cuneo tufaceo.
Nella parte più alta si trovava la Rocca, ovvero una torre duecentesca, il cui impianto è ancor oggi riconoscibile. La Rocca fu innalzata verosimilmente come abitazione di una famiglia signorile e successivamente fu utilizzata come torre d'avvistamento; fu ristrutturata diverse volte nel corso del XVII secolo, in concomitanza con le invasioni saracene, ma il piano superiore crollò a seguito del terremoto del 1846.
Alla fine del Settecento le autorità decretarono la demolizione della Porta del Sole.